# Франтојо Калчеструци Вал д'Енца (Ређо Емилија)
Франтојо Калчеструци Вал д'Енца је насеље у Италији у округу Ређо Емилија, региону Емилија-Ромања.
Према процени из 2011. у насељу је живело 3 становника. Насеље се налази на надморској висини од 101 м.